# Papouasie-Nouvelle-Guinée aux Jeux olympiques d'été de 2004
L'équipe de Papouasie-Nouvelle-Guinée olympique participe aux Jeux olympiques d'été de 2004 à Athènes. Elle n'y remporte aucune médaille. L'haltérophile Dika Toua est le porte-drapeau d'une délégation papouasienne comptant 4 sportifs (2 hommes et 2 femmes).

## Engagés papouasiens par sport

### Athlétisme
| Hommes                                                     | Femmes                                              |
| ---------------------------------------------------------- | --------------------------------------------------- |
| 400 m haies : - Mowen Boino : 1er tour, 50 s 97 (éliminé). | 100 m : - Mae Koime : 1er tour, 12 s 00 (éliminée). |

### Haltérophilie
| Hommes | Femmes                         |
| ------ | ------------------------------ |
|        | Poids plumes - Dika Toua : 6e. |

### Natation
| Hommes | Femmes |
| --- | ------ |
| Natation 100 m nage libre : - Ryan Pini : 1er tour, 51 s 11 (éliminé). 100 m dos : - Ryan Pini : 1er tour, 55 s 97 (éliminé). 100 m papillon : - Ryan Pini : 1er tour, 53 s 26 (éliminé). |        |

## Sources
- (en) https://www.sports-reference.com/